# باسكوالي لويسو
باسكوالي لويسو (بالإيطالية: Pasquale Luiso)‏ (30 أكتوبر 1969 بنابولي في إيطاليا - ) هو مدرب كرة قدم ولاعب كرة قدم إيطالي في مركز الهجوم. لعب مع كييفو فيرونا ونادي أفيلينو ونادي أنكونا ونادي بياتشينزا ونادي بيسكارا ونادي تورينو ونادي ساليرنيتانا ونادي سامبدوريا ونادي فيتشينزا ونادي كاتانزارو ونادي ليتشي وASD Celano Calcio ‏ ونادي تيرامو وASD GC Sora ‏ وPro Calcio Afragolese ‏.

## وصلات خارجية
- باسكوالي لويسو على موقع قاعدة بيانات كرة القدم.إي يو (الإنجليزية)
- باسكوالي لويسو على موقع عالم كرة القدم.نت (الإنجليزية)